# 文武聖殿駅
文武聖殿駅（ぶんぶせいでんえき）は台湾高雄市鼓山区にある高雄捷運環状軽軌の駅。駅番号はC16。鼓山一路と大公路の交差点北東側に位置する。

## 歴史
- 2017年2月9日 - 起工[1]。
- 2018年8月22日 - 駅名決定[2][注 1]。
- 2021年1月12日 - 開業[5]。

## 駅構造
相対式ホーム2面2線の地上駅。
| 地上                                       |                                               |
| 歩道                                       |                                               |
| 相対式ホーム、右側のドアが開く。簡易改札機 |                                               |
| 外回り・上り                               | ←■環状軽軌 籬仔内・凱旋公園方面（寿山公園駅） |
| 内回り・下り                               | →■環状軽軌 鼓山区公所方面（鼓山区公所駅）→    |
| 相対式ホーム、右側のドアが開く。簡易改札機 |                                               |

## 駅周辺
- YouBike（高雄市公共自転車（中国語版））軽軌文武聖殿站
- 金馬賓館当代美術館（中国語版）
- 高雄市文武聖殿（中国語版）（駅名の由来）
- 台湾電力公司高雄区営業処
- 高雄市政府警察局（中国語版）塩埕分局
- 行政院海巡署南部地区巡防局岸巡第五総隊
- 高雄市立寿山国民小学
- 寿山国家自然公園（中国語版）
  - 高雄市寿山動物園（中国語版）
  - 三清歴史文化院

## バス
高雄市公車「電力公司(鼓山)」停留所
| 系統   | 事業者   | 区間                    | 備考                         |
| ------ | -------- | ----------------------- | ---------------------------- |
| 56     | 港都客運 | 高雄駅→寿山動物園       | 月曜運休                     |
| 56區   | 港都客運 | 捷運塩埕埔駅→寿山動物園 | 休日運行の区間車             |
| 219A/B | 港都客運 | 加昌站 - 捷運塩埕埔駅   | （219B路は加昌站発のみ停車） |

## 隣の駅
高雄捷運
■環状軽軌
寿山公園駅 C15 - 文武聖殿駅 C16 - 鼓山区公所駅 C17

### 註釈
1. ↑  計画時の仮称は大公路で[3]、投票時の候補は大公路、鼓山大公、文武聖殿だった[4]。